# Нагрудний знак «За доблесну службу»
Нагрудний знак «За доблесну службу» — відомча відзнака для заохочення бійців Національної гвардії України.

## Історія нагороди
Наказ «Про відомчі заохочувальні відзнаки Національної гвардії України» від 11.08.2014 N 804

## Положення про відзнаку
- Нагородження відзнакою здійснюється згідно з відповідним наказом Головного управління Національної гвардії України за підписом командувача Національної гвардії України або особи, яка виконує його обов'язки.
- Вручення відзнаки здійснюється в урочистій обстановці командувачем Національної гвардії України або особою, яка виконує його обов'язки, чи за його дорученням командирами військових частин або особами, які виконують їх обов'язки.[2][3]
- за досягнення високих показників у службі та бойовій підготовці.
- за особисту мужність, сміливість та самовіддані дії, виявлені під час виконання службового або військового обов'язку.

## Опис відзнаки
- Нагрудний знак Національної гвардії України «За доблесну службу» виготовляється з жовтого металу і має форму щита, обрамленого гілками дубового листя, виготовленими з білого металу.
- Загальний розмір - 45 х 37 мм.
- У центральній частині знака в обрамленні гілок дубового листя розміщено щит. На щиті на тлі стилізованих променів розміщено емблему Національної гвардії України з двома перехрещеними шаблями вістрями догори.
- У нижній частині знака на стрічці білого кольору розміщено напис "ЗА ДОБЛЕСНУ СЛУЖБУ".
- Усі зображення та написи рельєфні.
- На зворотному боці знака розміщено застібку для кріплення до одягу (нарізний штифт з гайкою).
- Стрічка до відзнаки - муарова завширшки 28 мм червоного кольору з поздовжніми кольоровими симетричними смужками: по краях - зелені 2 мм; далі до центру - червоні 7,5 мм, сині 3 мм. По центру - смужка золотистого кольору 5 мм.
- Планка до відзнаки - 28 х 12 мм, обтягнута відповідною стрічкою.

## Порядок носіння нагороди
- Відзнака у вигляді нагрудного знака носиться з правого боку грудей і розміщується нижче знаків державних нагород України, іноземних державних нагород та нагрудних знаків МВС України.
- Замість відзнак нагороджена особа може носити планку до неї, яка розміщується після планок до державних нагород України, іноземних державних нагород та нагрудних знаків МВС України.
- Вищою відзнакою Національної гвардії України є нагрудний знак «За доблесну службу».